# マツダ・T1500

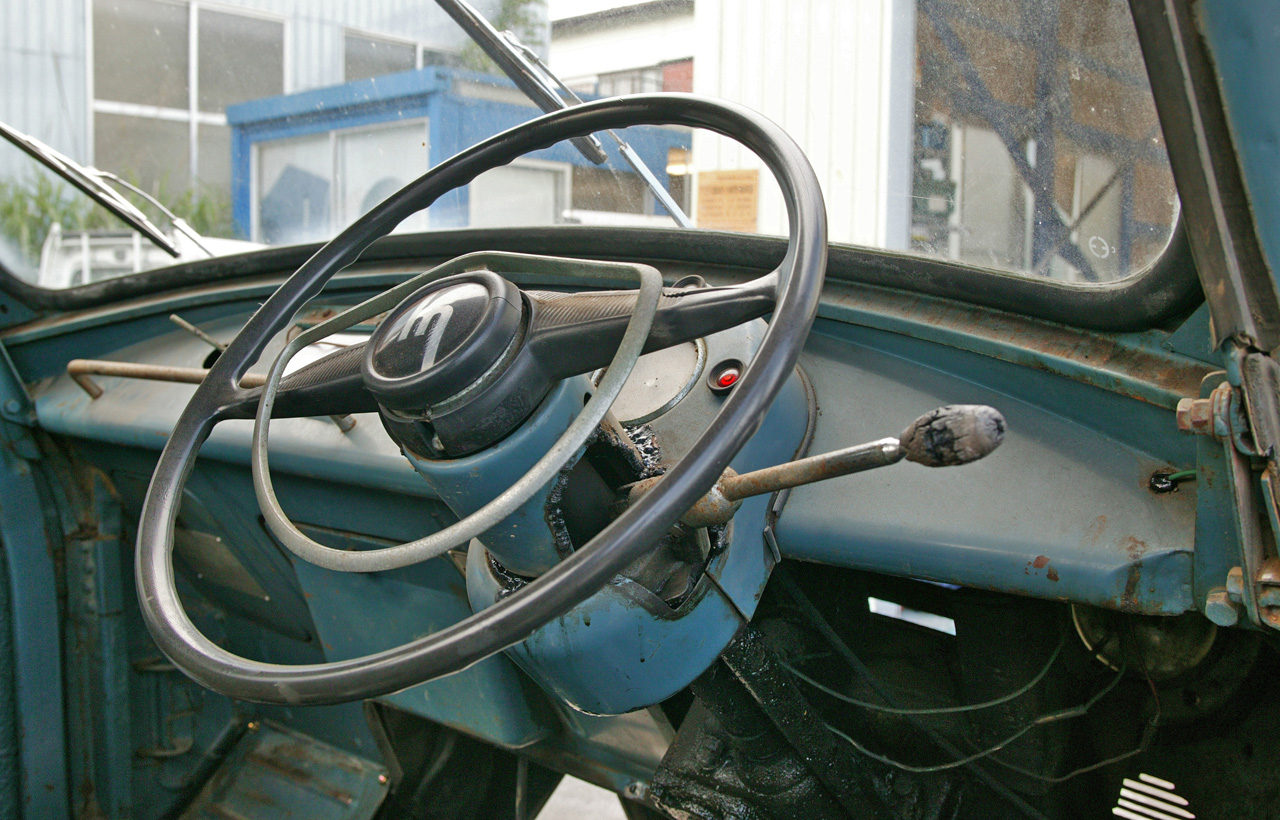
T1500のインパネ
狭いキャブ幅で3人掛けを可能とするため、シフトレバーは右側にある。

マツダ・T1100およびT1500は東洋工業（現マツダ）が、かつて生産・販売していた小型三輪トラック（オート三輪）である。

## 歴史
- 1957年、オート三輪のモデルチェンジ（8月に2トン車HBR型3座、11月に1トン・1.5トン車MAR型2座を発売）。1955年型で採用した2灯スタイルをさらに発展させた新デザインのクローズドキャビンを導入、バーハンドル式を廃し、右側丸ハンドルとコラムシフト・油圧クラッチを採用し、当時の四輪トラックに対抗できる仕様を備えた。エンジンのみ従来からの強制空冷2気筒を使用。
- 1959年春、これまでの空冷V型2気筒OHVガソリンエンジンから水冷直列4気筒OHVガソリンエンジンに換装。同時にT1100に車名変更。
- 1962年、1960年10月に実施された小型自動車規格の上限の改正に伴い、ボディサイズとエンジンを拡大。T1500となる。
- 1970年代初めまで生産が続けられていた。

## 特徴
- 全長4.3m、荷台長2.38m、8尺低床の3方開きも存在する。
- T1500には、荷台後部分しか開かない標準型と荷台全てが開く3方開車のタイプがある。(T1100には標準タイプしかない。)